# Bahnhof Kaiserslautern West
Der Bahnhof Kaiserslautern West – bis 1915 Kaiserslautern Westbahnhof – war ein Bahnhof der rheinland-pfälzischen Großstadt Kaiserslautern an der Lautertalbahn. Er war als Kopfbahnhof angelegt, was vor allem für den Personenverkehr ein Hindernis darstellte. Aus diesem Grund wurde er 1969 durch einen gleichnamigen Haltepunkt ersetzt und noch rund zwei Jahrzehnte im Güterverkehr bedient. Inzwischen sind die Gleisanlagen des früheren Westbahnhofs abgebaut worden. Sein früheres Empfangsgebäude ist Teil der Denkmalzone „Kammgarnspinnerei“. Der heutige Haltepunkt verfügt über ein Bahnsteiggleis. Er liegt im Verbundgebiet des Verkehrsverbundes Rhein-Neckar (VRN) und gehört zur Tarifzone 800.

## Lage
Der alte Kaiserslauterer Westbahnhof befand sich am nordwestlichen Rand der Kernstadt in unmittelbarer Nähe zum Stadtzentrum auf dem heutigen Gelände der Gartenschau. Um ihn herum führt heute ein Konglomerat mehrerer Straßen wie der Lauterstraße – zugleich Landesstraße 387 –, der Berliner Straße – gleichzeitig Landesstraße 395 –, der Schoenstraße, der Forellenstraße und An der Kalause. Die notwendige Stichfahrt in ihn besaß eine eigene Kilometrierung, die am Abzweig (Kilometer 3,3) begann und bei der dieser inzwischen stillgelegte Bahnhof die Kilometerangabe 0,46 erhielt.
Der heutige gleichnamige Haltepunkt befindet sich an der Stelle, an der die Stichstrecke zum alten Bahnhof abzweigte: beim Streckenkilometer 3,3. Er verfügt über Fahrrad-Stellplätze, einen barrierefreien Zugang sowie über eine nahe gelegene Bushaltestelle.

## Geschichte

### Planung, Bau und Eröffnung (1859–1883)
Um 1860 bildete sich das Comitee der Notabeln des Glan- und Lautertales, das seinen Sitz in Wolfstein hatte. Es setzte sich für eine Bahnstrecke ein, die in Kaiserslautern von der Pfälzischen Ludwigsbahn abzweigen, anschließend durch das Lauter- und das untere Glantal verlaufen und in Staudernheim auf die im selben Jahr vollendete Rhein-Nahe-Bahn treffen sollte. Das Projekt stand in Konkurrenz zu einer Strecke entlang der Alsenz. Letztere setzte sich schließlich in Form der 1870 und 1871 eröffneten Alsenztalbahn durch.
Im Jahre 1874 folgte ein Entwurf, der auf eine Vollbahn abzielte. Zunächst gab es Streit um den Streckenverlauf. So befürwortete beispielsweise die Stadt Otterberg – außerhalb des Lautertals gelegen – eine Streckenführung über ihr Stadtgebiet. Eine neue Petition der Gemeinden an der Lauter kam 1877 auf den Weg. Die Lauterbahn sollte demnach als Sekundärbahn ausgeführt werden.
Die Gesellschaft der Pfälzischen Nordbahnen erhielt am 9. Mai 1880 die Konzession für die Strecke. Aufgrund von Meinungsverschiedenheiten über den Streckenverlauf und Problemen beim dafür notwendigen Landkauf verzögerten sich die Planungen. Dabei war vorgesehen, im Nordwesten von Kaiserslautern einen zusätzlichen Bahnhof zu errichten, der sich näher am Stadtzentrum befände als der Hauptbahnhof. Die Stadt bezuschusste den Bau dieser Betriebsstelle mit einem Betrag von insgesamt 80.000 Mark. Am 18. Februar 1882 begannen mit dem ersten Spatenstich in Präsenz mehrerer Stadtfunktionäre auf dem Gelände der geplanten „Kaiserslautern Westbahnhof“ genannten Bahnstation die Arbeiten. Aufgrund des zu erwartenden starken Güterverkehrs letzterens stand die Strecke auf diesem Abschnitt als Vollbahn im Konzept, der restliche Abschnitt bis Lauterecken als Sekundärbahn, der einen leichteren Oberbau erhielt. Der Bau der Bahnstrecke erfolgte jedoch nicht schrittweise von Süden nach Norden, sondern relativ gleichzeitig durch verschiedene Unternehmen. Am 15. November 1883 wurde die Strecke eröffnet. Der Westbahnhof verfügte in seiner Anfangszeit über 1333 Meter Nebengleise, eine Verladerampe, eine Brückenwaage, eine Ladeprofil, 14 Weichen und eine Drehscheibe.

### Weitere Entwicklung
Die Bedienung des Bahnhofes gestaltete sich kompliziert: der Bahnhof war mit seinen Gleisanlagen als Sackbahnhof angelegt, weshalb Züge nach Lauterecken rückwärts in den Bahnhof einfahren mussten. Züge, die in die entgegengesetzte Richtung verkehrten, mussten aus der Station rückwärts ausfahren und vorwärts zum Hauptbahnhof verkehren.
Anfang des 20. Jahrhunderts wurde der Bahnhof zudem Standort einer Bahnmeisterei, die entlang der Lautertalbahn bis zum Bahnhof Lampertsmühle-Otterbach sowie für die von diesem abzweigenden Strecken nach Reichenbach und Otterberg zuständig war. 1915 wurde der Bahnhof offiziell in „Kaiserslautern West“ umbenannt.

### Deutsche Bundesbahn und Deutsche Bahn (seit 1945)
Nach Auflösung ihres Pendants in Wolfstein nach dem Zweiten Weltkrieg erweiterte sich der Zuständigkeitsbereich der örtlichen Bahnmeisterei im Lautertal bis nach Kaulbach, ehe sie um 1970 in diejenige des Kaiserslauterer Hauptbahnhofs eingegliedert wurde.
Die französische Besatzungsmacht gliederte den Bahnhof nach dem Zweiten Weltkrieg in die Eisenbahndirektion Mainz ein, der sie alle Bahnstrecken innerhalb des nördlichen Teils ihre Besatzungszone und des dann daraus geschaffenen Bundeslandes Rheinland-Pfalz zuteilte. Dort verblieb sie auch, als die Deutsche Bundesbahn (DB) die Eisenbahndirektion übernahm. Ab 1967 erhielt Kaiserslautern West neue, in ihrer Lage versetzte Bahnsteige. Der Güterbahnhof blieb weiterhin in Betrieb. Zum 31. Januar 1968 wurde der Bahnhof in einen Haltepunkt umgewandelt, zum 1. Februar 1968 in eine Ausweichanschlussstelle. 1969 gelangten Haltepunkt und Güterbahnhof im Zuge der Auflösung der Mainzer Direktion erneut in den Zuständigkeitsbereich ihres Saarbrücker Pendants.
1991 wurden Pläne entwickelt, den alten Westbahnhof für den Personenverkehr zu reaktivieren. Die Züge der Lautertalbahn sollten demnach über diesen hinaus auf einer Trasse durch die Stadtmitte verkehren, um in der Nähe des Rathauses an einem neu errichteten „Citybahnhof“ zu enden. Finanzielle Engpässe und mangelnde politische Unterstützung verhinderten jedoch die Umsetzung dieser Pläne.
Der Haltepunkt erfuhr im Zuge der Gartenschau im Jahr 2000 eine Modernisierung. Im selben Jahr wurde der Bahnhof außerdem – wie die gesamte Westpfalz – zunächst Teil des Westpfalz-Verkehrsverbundes (WVV), ehe dieser sechs Jahre später im Verkehrsverbund Rhein-Neckar (VRN) aufging.

## Bauwerke

Gleisplan des Bahnhofs Kaiserslautern West um 1914

Der Bahnhof besaß ein zweistöckiges, traufständiges Empfangsgebäude mit Sichtmauerwerk. Dabei handelt es sich um einen Rotsandsteinquaderbau. Es wurde im Jahr 1883 von der Kaiserslauterer Baufirma Kröckel & Guthy errichtet. Im Zweiten Weltkrieg wurde das Gebäude zerstört. Zunächst wurde es einstöckig belassen und erhielt ein neues Dach. Zeitweise beherbergte es einen Baustoffhandel. Der Wiederaufbau in der ursprünglichen Form erfolgte im Zeitraum von Oktober 1999 bis Dezember 2001 im Rahmen der Baumaßnahmen zur ersten Landesgartenschau Rheinland-Pfalz, auf dessen Gelände sich heute das Gebäude befindet. Seither sind in ihm mehrere Gastronomiebetriebe untergebracht. Unmittelbar neben dem Hauptgebäude befand sich ein Güterschuppen. Die Bahnsteigüberdachung, die zum Zeitpunkt der Eröffnung noch nicht existierte, bestand aus Gusseisen. Darüber hinaus ist das einstöckige Pförtnerhaus ebenfalls noch vorhanden, das stilistisch der Neuen Sachlichkeit zuzuordnen ist.

## Verkehr

### Personenverkehr
Zum Zeitpunkt der Betriebseröffnung fuhren insgesamt drei Zugpaare den Bahnhof an. 1896 wurden die Zugfahrten mit Eröffnung der unteren Glantalbahn bis nach Odernheim durchgebunden, ab 1897 bis Staudernheim. Mit Eröffnung der übrigen Glantalbahn-Abschnitte im Jahr 1904 endete der durchgehende Verkehr bis Staudernheim wieder. 1905 wurden am Bahnhof 43.196 Fahrkarten verkauft.
Ab 1906 fanden Züge Verwendung, die nur auf einem Teil der Strecke verkehrten, so beispielsweise zwischen Kaiserslautern Hauptbahnhof und Olsbrücken sowie zwischen Kaiserslautern West und Lampertsmühle-Otterbach. Nachdem die Bachbahn in den Jahren 1914 und 1920 eröffnet wurde und die Bahnstrecke Lampertsmühle-Otterbach–Otterberg 1919 auch für Personenverkehr freigegeben worden, fuhren deren Züge häufig bis zum Westbahnhof, oft auch bis zum Kaiserslauterer Hauptbahnhof durch.

### Güterverkehr
Vor allem im Güterverkehr hatte der Bahnhof eine große Bedeutung. In den ersten Jahren seines Bestehens gab es entlang der Lautertalbahn keine gesonderten Güterzüge; stattdessen existierten allenfalls gemischte Züge.
Wichtige Kunden waren der direkt am Bahnhof liegende Städtische Schlachthof sowie die Kammgarnspinnerei Kaiserslautern. 1905 wurden am Westbahnhof insgesamt 50.490,55 Tonnen Güter versandt beziehungsweise empfangen; damit hatte er nach dem Hauptbahnhof und dem Bahnhof Lauterecken-Grumbach das dritthöchste Aufkommen aller Unterwegsstationen im Lautertal. 1934 stieg die Zahl auf 90251 Tonnen an. Aufgrund dieses umfangreichen Verkehrs war für ihn ein eigener Güterzug zuständig.
Ende der 1980er Jahre wurde der Westbahnhof als Gütertarifpunkt aufgelassen und diente in den Folgejahren noch als Industriegleis.

## Unfälle
Am 1. Oktober 1928 verhinderte Raueis, dass im Kaiserslauterer Westbahnhof ein Signal in die gewünschte Stellung zurückfiel, woraufhin ein Personenzug mit einem Leerzug zusammenstieß. Bei diesem Unfall gab es zwei Tote und 15 Verletzte.